# Casa Formentini
Casa Formentini è un edificio storico di Milano situato in via Formentini n. 1.

## Storia
Il palazzo risale al XVIII secolo: l'edificio era situato al n. 1924 della contrada de tett, traducibile in italiano sia come "contrada dei tetti" che come "contrada delle tette", forse per la presenza di vari postriboli nella via.
Nel palazzo abitò lo storico Marco Formentini, da cui prende il nome il palazzo e a cui fu dedicata la via nel 1911 al centenario della sua nascita.

## Descrizione
L'architettura si presenta come un palazzotto di stile tipicamente barocchetto settecentesco: il portale in pietra mistilineo presenta in cima un cartiglio a sua volta sormontato da un balcone riccamente decorato da fitte trame in ferro battuto. La barocca decorazione con cartigli ed intricate trame di ferri battuti è ripresa nelle finestre in stucco e nei balconcini dei piani superiori.
I prospetti esterni ed interni del complesso sono stati recentemente restaurati negli anni 2016/2017 dal restauratore Enrico M. Colosimo e il suo staff